# معادلة هنتر-ساكستون

في الفيزياء الرياضية، تكون معادلة هنتر-ساكستون (بالإنجليزية: Hunter–Saxton equation)‏
{\displaystyle (u_{t}+uu_{x})_{x}={\frac {1}{2}}\,u_{x}^{2}}
عبارة عن معادلة تفاضلية جزئية قابلة للتكامل التي تُطرح في الدراسة النظرية للبلورات السائلة الخيطية. إذا كانت الجزيئات في البلورة السائلة منحازة مبدئياً، وبعضاً منها ستلتوي قليلاً، هذه الإظطرابات في التوجه ستنتشر في البلورة، وتصف معادلة هنتر-ساكستون بعض الجوانب مثل أمواج التوجه.

## خلفية فيزيائية
في نماذج البلورات السائلة المعتبرة هنا، فأنه من المفترض بأن لا يكون هناك تدفق للسوائل، بحيث يكون توجه الجزئيات فقط هو المهم.
في ضمن إطار النظرية الاستمرارية المرنة، توصف التوجه بواسطة حقل متجهات الوحدة n(x,y,z,t). وبالنسبة للبلورات السائلة الخيطية، فليس هناك فرق بين توجيه جزيء في الاتجاه n أو في الاتجاه −n, وبذلك يسمى حقل المتجه n بالحقل المدير director field.
عادةً ما يُفترض كثافة الطاقة الكامنة لحقل المدير بواسطة دالية أوسين–فرانك للطاقة 
{\displaystyle W(\mathbf {n} ,\nabla \mathbf {n} )={\frac {1}{2}}\left(\alpha (\nabla \cdot \mathbf {n} )^{2}+\beta (\mathbf {n} \cdot (\nabla \times \mathbf {n} ))^{2}+\gamma |\mathbf {n} \times (\nabla \times \mathbf {n} )|^{2}\right),}
حيث أن المعاملات الموجبة {\displaystyle \alpha }, و {\displaystyle \beta }, و {\displaystyle \gamma } مُعرّفة بمعاملات المرونة للتباعد، وللالتواء، وللثنية، على التوالي. عاد ة ما تهمل الطاقة الحركية بسبب اللزوجة العالية للبلورات السائلة.

## الأشتقاق من معادلة هنتر-ساكستون
تحقق هنتر وساكستون الحالة عندما يُتجاهل لزوجة التخامد وتكون الطاقة الحركية موجودة في النموذج. إذاً تكون المعادلات الحاكمة لديناميكا الحقل المدير هي معادلات أويلر-لاغرانج بالنسبة لللانغرانجي Lagrangian
{\displaystyle {\mathcal {L}}={\frac {1}{2}}\left|{\frac {\partial \mathbf {n} }{\partial t}}\right|^{2}-W(\mathbf {n} ,\nabla \mathbf {n} )-{\frac {\lambda }{2}}(1-|\mathbf {n} |^{2}),}
حيث تكون {\displaystyle \lambda } مضاعف لاغرانج منسجمة مع القيد n|=1|.
كما أن اهتماماتها تقتصر على «موجات الابتعاد splay waves» حيث يأخذ الحقل المدير الشكل الخاص
{\displaystyle \mathbf {n} (x,y,z,t)=(\cos \varphi (x,t),\sin \varphi (x,t),0).}
هذا الافتراض يقلص اللاغرانجي إلى
{\displaystyle {\mathcal {L}}={\frac {1}{2}}\left(\varphi _{t}^{2}-a^{2}(\varphi )\varphi _{x}^{2}\right),\qquad a(\varphi )={\sqrt {\alpha \sin ^{2}\varphi +\gamma \cos ^{2}\varphi }},}
و تصبح معادلة أويلر-لاغرانج للزاوية φ
{\displaystyle \varphi _{tt}=a(\varphi )[a(\varphi )\varphi _{x}]_{x}.}
هناك حلول ثابتة هامشية تكون فيها φ=φ0
منسجمة مع الحالات التي تكون فيها الجزيئات في البلورة السائلة منحازة تماماً.
يؤدي الاستخطاط Linearization حول هذا التوازن إلى معادلة موجية خطية
تسمح بنشر الموجات في كلا الاتجاهين بسرعة مقدارها 
{\displaystyle a_{0}=a(\varphi _{0})},
وبذلك يمكن التوقع بالمعادلة اللاخطية للتصرف المماثل.
لدراسة الموجات ذات الحركة-اليمينية بالنسبة للمتغير t الكبير،
فيحب إلقاء نظرة على الحلول التقريبية للشكل
{\displaystyle \varphi (x,t;\epsilon )=\varphi _{0}+\epsilon \varphi _{1}(\theta ,\tau )+O(\epsilon ^{2}),}
حيث تكون
{\displaystyle \theta =x-a_{0}t,\qquad \tau =\epsilon t.}
وبإدخال هذا إلى المعادلة، يجد المرء عند الرتبة {\displaystyle \epsilon ^{2}} بأنها
{\displaystyle (\varphi _{1\tau }+a'(\varphi _{0})\varphi _{1}\varphi _{1\theta })_{\theta }={\frac {1}{2}}a'(\varphi _{0})\varphi _{1\theta }^{2}.}
إن إعادة تسمية أو إعادة قياس بسيطة للمتغيرات
(على افتراض أن {\displaystyle a'(\varphi _{0})\neq 0})
ستحول هذه المعادلة إلى معادلة هنتر-ساكستون.

### التعميم
عُممت التحليل في وقتاً لاحق بواسطة علي Alì وهنتر، اللذان سمحا للحقل المدير بأن يتوجه إلى أي اتجاه، لكن لا تزال تعتمد على المكان (الفضاء) فقط في الاتجاه x:
{\displaystyle \mathbf {n} (x,y,z,t)=(\cos \varphi (x,t),\sin \varphi (x,t)\cos \psi (x,t),\sin \varphi (x,t)\sin \psi (x,t)).}
و إذاً يكون اللاغرانجي
{\displaystyle {\mathcal {L}}={\frac {1}{2}}\left(\varphi _{t}^{2}-a^{2}(\varphi )\varphi _{x}^{2}+\sin ^{2}\varphi \left[\psi _{t}^{2}-b^{2}(\varphi )\psi _{x}^{2}\right]\right),\qquad a(\varphi )={\sqrt {\alpha \sin ^{2}\varphi +\gamma \cos ^{2}\varphi }},\quad b(\varphi )={\sqrt {\beta \sin ^{2}\varphi +\gamma \cos ^{2}\varphi }}.}
إن انسجام معادلات أويلر-لاغرانج تكون مرافقة بالمعادلات الموجية اللاخطية للزوايا φ و ψ, حيث تكون φ منسجمة مع «موجات التباعد splay waves» و ψ مع «موجات الالتواء twist waves». إن حالة هنتر-ساكستون السابقة (موجات التباعد البحتة) تُستعاد بأخذ المقدار الثابت ψ, كما يمكن للمرء بأن يأخذ في عين الاعتبار موجات التباعد-الالتواء المترافقة حيث تكون فيه قيم φ و ψ متفاوتتين. إن التضخم التقاربي المشابهة لما هو موجود أعلاه تقود إلى نظام من المعادلات، والتي، بعدة إعادة التسمية وإعادة قياس المتغيرات، تأخذ الشكل:
{\displaystyle (v_{t}+uv_{x})_{x}=0,\qquad u_{xx}=v_{x}^{2},}
حيث تكون u متصلة مع φ و v متصلة مع ψ.
هذا النظام يعني  بأن u أستوفت بالشروط المطلوبة
{\displaystyle \left[(u_{t}+uu_{x})_{x}-{\frac {1}{2}}\,u_{x}^{2}\right]_{x}=0,}
كما أن معادلة هنتر-ساكستون تنشأ أيضاَ (و بشكل غير ملحوظ) معادلة هنتر-ساكستون في سياق المعادلة، لكن بطريقة مختلفة.

## قابلية التكامل والبنية التباينية
إن قابلية التكامل لمعادلة هنتر-ساكستون، أو، وبعبارة أدق، لمشتقاتها x
{\displaystyle (u_{t}+uu_{x})_{xx}=u_{x}u_{xx},}
عُرضت من قبل هنتر وتشنغ Zheng, الذان أدعا بأن هذه المعادلة مستوحاة من معادلة كاماسا-هولم Camassa–Holm equation
{\displaystyle u_{t}-u_{xxt}+3uu_{x}=2u_{x}u_{xx}+uu_{xxx}}
في «حد التردد العالي»
{\displaystyle (x,t)\mapsto (\epsilon x,\epsilon t),\qquad \epsilon \to 0.}
بتطبيق هذا الجراء المحدد للاغرانجي معادلة كاماسا-هولم، فسيتم الحصول على اللاغرانجي
{\displaystyle {\mathcal {L}}_{2}={\frac {1}{2}}u_{x}^{2}+w(v_{t}+uv_{x})}
التي تنتج معادلة هنتر-ساكستون بعد حذف v و w من معادلات أويلر-لاغرانج بسبب u, و v, و w. بما أن هناك أيضاً لاغرانجي أكثر وضوحاً
{\displaystyle {\mathcal {L}}_{1}=u_{x}u_{t}+uu_{x}^{2},}
فتكون لمعادلة هنتر-ساكستون بنيتين تباينية غير-متكافئة. كما حصل هنتر وتشينغ أيضاً على الصياغة الثنائية-الهاميلتونية bihamiltonian formulation وعلى زوج لاكس من بنى الانسجام لمعادلة كاماسا-هولم بنفس الطريقة.
إن حقيقة في أن معادلة هنتر-ساكستون نشأت فيزيائياً بطريقتين مختلفتين (كما هو مبين أعلاه) كانت قد استعملت بواسطة علي وهنتر لتفسير لماذا لديها هذه البنية ثنائية-التباينية (أو ثنائية-الهاميلتونية).